# José María Muriel Palomino
José María Muriel Palomino (Córdoba, 21 de noviembre de 1964) es un diplomático español. Es  Embajador de España en Malta (desde 2021).

## Carrera diplomática
Nació en Córdoba. Tras licenciarse en Derecho en la Universidad de Córdoba y diplomarse en Altos Estudios Europeos por el Colegio de Europa de Brujas, ingresó en la Escuela Diplomática (1990).
Ha estado destinado en las embajadas de España ante la Unión Europea (Bruselas), Estados Unidos (Washington D. C.) y Canadá (Ottawa); y ha sido Cónsul General de España en Hannover (Alemania).
De regreso a Madrid, estuvo destinado en la Secretaría de Estado para las Comunidades Europeas y la Oficina de Derechos Humanos. Posteriormente fue nombrado vocal asesor en el Gabinete del Presidente del Gobierno y Embajador en Misión Especial para los Derechos Humanos, Democracia y Estado de Derecho, así como Presidente del Grupo de Países de Apoyo a la Comisión Internacional Contra la Pena de Muerte.
De nuevo, fue destinado al exterior: Letrado en el Tribunal de Justicia de la Unión Europea (Luxemburgo) y Jefe del Equipo de Asuntos de Justicia, Interior y Derechos Humanos en la Delegación de la Unión Europea en Estados Unidos. 
Volvió al Ministerio de Asuntos Exteriores, Unión Europea y Cooperación (MAEUEC), primero como Secretario General Técnico (hasta julio de 2021), y posteriormente como vocal asesor en la Dirección General del Servicio Exterior y miembro del Comité Ejecutivo de la Fundación Europea para la Democracia (EED). 
Muriel Palomino se vio inmerso en el caso de la entrada ilegal a España del líder del Frente Polisario. Brahim Gali, entró ilegalmente en España (18 de abril de 2021) para ser tratado de Covid-19 en un hospital de Logroño. Rafael Lasala, titular del Juzgado de Instrucción número 7 de Zaragoza mandó a declarar a Arancha González Laya, exministra de Asuntos Exteriores en calidad de investigada (4 de octubre de 2021). Antes de la declaración de González Laya compareció José María Muriel. La imputación de González Laya se produjo a raíz de la declaración del que fuera su jefe de Gabinete, Camilo Villarino, quien dijo al juez que la ministra fue la que dio las órdenes sobre la entrada de Gali, si bien precisó que, su impresión es que las órdenes no partían exclusivamente de González Laya, ya que le manifestó que «se había tomado la decisión» sin indicar la identidad de quien participó en esa decisión.
Fue nombrado Embajador de España en Malta en 2021.